# Жозе де Аншієта
Жозе де Аншієта (ісп. José de Anchieta Llarena, 19 березня 1534, Сан-Кристобаль-де-ла-Лагуна, Канарські острови — 9 червня 1597, Рерітіба, Еспіріту-Санту) — іспанський єзуїт, місіонер з Канарських островів, що працював у Бразилії в другій половині XVI століття. Він був дуже впливовою фігурою в Бразилії протягом першого століття після її відкриття європейцями, одним із засновників міста Сан-Паулу в 1554 році та Ріо-де-Жанейро в 1565 році. Вважається першим бразильським письменником та основоположником бразильської літератури. Він брав участь в наверненні на католицтво американських індіанців; доклав чималих зусиль для пасифікації індіанців разом з Мануелем да Нобрега.

## Біографія

### Дитинство та юність
Народився на острові Тенерифе (Канарські острови) в родині іспанського біженця Хуана Лопеса ді Аншієти, який брав участь у невдалому повстанні комунерос 1520—1522 рр. проти короля Карлоса І (більш відомого як король Священної Римської імперії Карл V Габсбург).
Мати Жозе — Менсія Діас де Клавіхо-і-Льярена — походила з багатого єврейського роду, хоча її батько й попередній чоловік були охрещеними.
Жозе де Аншієта є троюрідним братом Ігнатія Лойоли — засновника ордену єзуїтів.
Жозе був третьою (із десяти) дитиною в сім'ї.
Початкову освіту здобув у монахів-домініканців. Окрім нього, іще двоє його братів — Педро Нуньєс та Крістобаль — вирішили прийняти духовний сан.
1548 року виїхав на навчання в Португалію (у зв'язку з єврейським походженням матері він не міг навчатись в Іспанії через жорстокість тодішньої інквізиції), у місто Коїмбру, де вивчає філософію в Єзуїтській колегії мистецтв при Коїмбрському університеті. 1551 року остаточно вирішує присвятити себе Богові й вступає в новіціят Товариства Ісуса. багатогодинні молитви та духовні вправи знесилюють і без того слабкий організм юнака. Окрім того, в Коїмбрі Жозе пережив тяжку фізичну травму: на його спину обвалилась важка драбина, вналідок чого юнак залишився горбатим на все життя.

### Місіонерська діяльність у Бразилії
1553 року португальський місіонер Мануел да Нобрега збирав команду для чергової місії серед індіанського населення в Бразилії. До списку місіонерів потрапив також і Жозе, якому лікарі порадили клімат Нового Світу для реабілітації після вищезгаданої травми хребта.

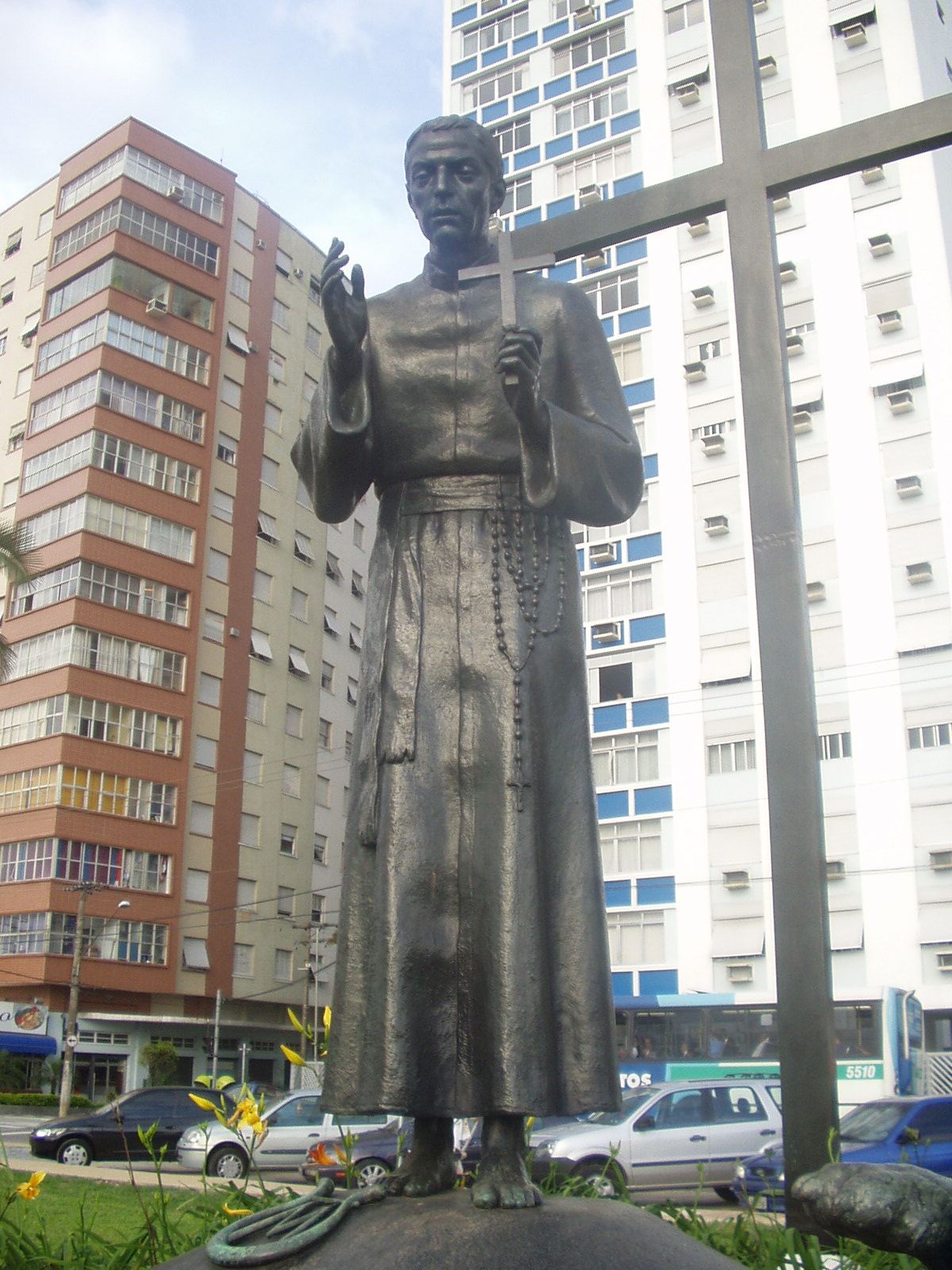
Пам'ятник Аншієті у Сан-Паулу

Прибувши в Бразилію у липні 1553 року, Жозе спершу займається викладанням латинської мови серед місцевих дітей та активним вивченням мови тупі. Згодом, у жовтні-грудні цього ж року бере участь в пішій експедиції до Сан-Вісенті. 25 січня 1554 року, у день новонавернення святого апостола Павла за григоріанським календарем, група місіонерів, до якої також належив Аншієта, заснувала містечко Сан-Паулу, яке спершу мало населення 130 чоловік, із яких 36 встигли прийняти хрещення, а зараз є найбільшим містом Бразилії.
1563 року індіанці тамойос, що заселяли сучасні штати Ріо-де-Жанейро, Сан-Паулу та Еспіріту-Санту, повстали проти португальських колоністів. Нобрега із Аншієтою вирішили взяти участь у мирних переговорах із тамойос, при чому Жозе погодився стати добровільним полоненим у ворожому таборі, де активно проповідував християнську віру і закликав до укладення миру з португальцями.
Також під час перебування в полоні місіонер написав свою поему De Beata Virgine Dei Matre Maria, більш відому як Поема Діві. Згідно з легендою, не маючи паперу, він записував на піску кожного дня два рядки із майбутньої поеми й заучував їх, а згодом з пам'яті переписав більше, ніж 4000 віршованих строф.
Переговори пройшли успішно. 1563 року був укладений Іпероїзький мир — перший в історії мирний договір між індіанцями та європейцями. Події, що він пережив у полоні сильно вразили молодого проповідника і згодом він став борцем за права індіанців.
1564–1567 року брав участь у військовому поході Ештасіу ді Сіда проти французьких колоністів як хірург і перекладач. У січні 1565 року разом із військовим загоном ді Сіда брав участь у закладенні фортеці Сан-Себастьян біля гори під назвою Цукрова голова. Згодом це поселення було перейменоване у Ріо-де-Жанейро і в наш час є другим за величиною містом Бразилії.
1569 року заснував поселення Рерітіба, яке зараз назване на його честь. Протягом 1570—1573 років обіймав посаду ректора єзуїтської колегії Ріо-де-Жанейро. 1577 року Еверардо Меркуріано призначив його провінціалом Товариства Ісуса в Бразилії. Покинув цю посаду за власним бажанням у 1587 році.
Помер 1597 року в Рерітібі.

## Вшанування пам'яті
- Пам'ятник Аншієті у Сан-Паулу.
- Пам'ятник Аншієті у Сан-Кристобаль-де-ла-Лагуна.

## Канонізація
Беатифікований 22 червня 1980 року папою Іваном Павлом ІІ. 3 квітня 2014 року Папа Римський Франциск причислив його до лику святих. Він є другим рідним святим Канарських островів після Педро де Сан Хосе Бетанкур. День Пам'яті - 9 червня.